# United States Naval Shipbuilding Museum
L' United States Naval Shipbuilding Museum (Musée de la construction navale des États-Unis) est un musée privé à but non lucratif situé à Quincy, dans le Massachusetts, présentant l'USS Salem (CA-139), un croiseur lourd de classe Des Moines amarré à l'ancien chantier naval de Fore River où il a été déposé en 1945. Le musée a été créé en 1993, en réponse aux efforts déployés par les responsables locaux et les bénévoles pour faire revivre la zone du chantier naval après la fin des opérations à Fore River en 1986. Plusieurs expositions sont à bord de l'USS Salem concernant l'histoire navale et la construction navale des États-Unis. Avant d'être déplacé vers une autre jetée, le musée présentait des installations à quai et un parcours de minigolf.

## Historique
En 1986, General Dynamics Corporation a fermé son usine de construction navale à Weymouth Fore River à Quincy, marquant la fin d'une histoire de 102 ans d'opérations de construction navale le long de la rivière Fore et de 85 ans sur le site de Quincy Point (en). Divers plans ont été proposés à l'époque pour l'utilisation du chantier naval, mais en 1992, un groupe de volontaires a proposé une solution partielle : l'achat et la relocalisation d'un navire construit au chantier naval pour renaître en tant que musée célébrant l'histoire du chantier naval. Avec l'aide de responsables locaux, le musée a été créé en 1993 par une loi de la Cour générale du Massachusetts pour « acquérir, remettre à neuf et entretenir les navires de la marine américaine et le complexe physique adjacent afin qu'il [serve] d'attraction majeure pour les citoyens et touristes. » Après des tentatives antérieures pour obtenir l'utilisation de l'USS Lexington (CV-16), en 1994, la ville et le groupe de volontaires ont négocié avec succès le transfert de l'USS Salem de Philadelphie avec le Naval Sea Systems Command (en)Lien. Le 30 octobre 1994, celui-ci est retourné à Quincy pour être amarré de façon permanente où il avait été construit près de cinq décennies auparavant.

## Expositions et attractions
Avec une longueur de 219 m, Salem  offre une grande quantité d'espace pour les expositions du musée et l'exploration occasionnelle par les visiteurs. Différents espaces sont ouverts aux visiteurs. Il existe également des expositions individuelles à l'intérieur du navire, notamment le Cruiser Sailor Museum et une importante collection de maquettes de bateaux.
L'histoire des grands croiseurs comme Salem est également abordée. Des expositions honorant l'USS Newport News (CA-148), le dernier des croiseurs de la classe Des Moines, et l'USS Saint Paul (CA-73), un croiseur de la classe Baltimore également construit à Fore River, sont à bord. Une partie du musée est consacrée à une exposition de l'histoire de la Navy SEAL. Les chercheurs peuvent demander l'accès à de vastes archives militaires et à une collection d'armes et de souvenirs navals.
En dehors du domaine de l'histoire militaire, le musée profite de l'histoire de la ville qui a donné son nom au navire, Salem, célèbre pour les procès des sorcières de Salem de la fin du XVIIe siècle, en proposant des visites thématiques et des nuitées pendant Halloween. Des nuitées sont également disponibles tout au long de l'année pour ceux qui s'intéressent à la vie à bord d'un navire de la Marine.

## Galerie
|                 |
| Tourelle triple |

|                      |
| Salle des opérations |

|                   |
| Travée intérieure |